# Enyo fegeus
Enyo fegeus är en fjärilsart som beskrevs av Pieter Cramer 1779. Enyo fegeus ingår i släktet Enyo och familjen svärmare. Inga underarter finns listade i Catalogue of Life.